# Lindshult
Lindshult är en by i Kråksmåla socken i Nybro kommun, nära gränsen till Uppvidinge kommun och 2 kilometer väster om Kråksmåla. Byn ligger vid Hindabäcken, som flyter i nord-sydlig riktning mellan Mjöasjö och Lindesjö

## Historik
Lindshult ('Linholth') omnämns i Sten Sture den yngres jordbok från 1515. År 1538–1541 hade Gustav Vasa en gård med 6 spannland åker, ängbol till 4 lass hö, ollonskog och fiskevatten i de omgivande sjöarna. Gården förräntade årligen 1.5 pund smör liksom hästar. Ett kronohemman förlänades 1545-59 till Germund Svensson (Somme)
På en karta från 1723 anges kvarn- eller sågsymboler längs bäcken.
Byn sprängdes genom Storskifte och Laga skifte men en byggnad står fortfarande på den ursprungliga byplatsen.
1875 anlades en vattendriven cirkelsåg som ägdes gemensamt av byns bönder. Den bevarade sågen med dammvall restaurerades under 2010-talet.